# 施泰恩施拉格峰
46°46′21.4″N 10°46′11.6″E / 46.772611°N 10.769889°E
施泰恩施拉格峰（義大利語：Steinschlagspitze），是意大利的山峰，位於該國東北部，由博爾扎諾-南蒂羅爾自治省負責管轄，屬於奧茨塔爾阿爾卑斯山脈的一部分，海拔高度2,861米。